# Uperodon systoma
Uperodon systoma es una especie de anfibio anuro de la familia Microhylidae. Se distribuye ampliamente por el sur de Asia: sur y este de la India, Nepal, noreste de Pakistán y norte y sureste de Sri Lanka. Su rango altitudinal va desde el nivel del mar hasta los 1000 metros. Es una especie completamente fosorial.